# Округ Чејс (Канзас)
Округ Чејс (енгл. Chase County) је округ у америчкој савезној држави Канзас. По попису из 2010. године број становника је 2.790. Седиште округа је град Котонвуд Фолс.

## Демографија
Према попису становништва из 2010. у округу је живело 2.790 становника, што је 240 (7,9%) становника мање него 2000. године.
| Група             | 2000.         | 2010.         |
| Белци             | 2.910 (96,0%) | 2.597 (93,1%) |
| Афроамериканци    | 31 (1,0%)     | 34 (1,2%)     |
| Азијати           | 4 (0,1%)      | 9 (0,3%)      |
| Хиспаноамериканци | 53 (1,7%)     | 100 (3,6%)    |
| Укупно            | 3.030         | 2.790         |